# Comparettia newyorkorum
Comparettia newyorkorum là một loài thực vật có hoa trong họ Lan. Loài này được (R.Vásquez, Ibisch & I.G.Vargas) M.W.Chase & N.H.Williams mô tả khoa học đầu tiên năm 2008.